# SAKURA re CAPSULE
「SAKURA re CAPSULE」（サクラ リ カプセル）は、ロックバンド・少年カミカゼの3枚目のシングル。

## 解説
- 3か月連続でのシングルリリース企画「Mission to 3on3」第2弾シングル。USENと提携した企画も行われた。
- 収録された3曲（インスト除く）は全て春をイメージした曲である。
- PVには関川太郎、大沢友里江が出演している。

## 収録曲
1. SAKURA re CAPSULE
日本テレビ系『音楽戦士 MUSIC FIGHTER』4月度POWERPLAY。
「2年前に別れた相手のことを互いに思い回想する」内容となっている。
イントロ及び間奏からCメロに至る部分ではピアノが使われているが、それ以外の部分は普通のロックである。なおライブにおいてはイントロはギターソロから1番のサビのスローに入ってそのまま本来のイントロをピアノ部分を飛ばして曲に入るというアレンジになっており、間奏はベースソロになっていた。
1stアルバム『Stukizd!!!』、ベストアルバム『BEST』共に収録されている。
2. Go around the cherry coke!
歌詞の9割以上が英語である。
1stアルバム『Stukizd!!!』とベストアルバム『BEST』共に収録されている。
3. 僕等の街 〜boys〜
「新たな一歩を踏み出そう」という曲。
4. SAKURA re CAPSULE（Inst.）
5. Go around the cherry coke!（Inst.）
6. 僕等の街 〜boys〜（Inst.）

- クレジット
作詞:KAZZNORI（M1、M3）、SaCo＆KAZZNORI（M2）
作曲:KAZZNORI（M1、M3）、KAZZNORI＆TSUKASA（M2）
編曲:Jazzy-KANAI&少年カミカゼ（M1〜M6）